# Sarah Brendel
Sarah Brendel (* 1976 in Hannover) ist eine deutsche Sängerin und Songschreiberin.

## Biographie

### Anfänge
Sarah Brendel wuchs in der niedersächsischen Stadt Vechta auf. Mit 16 Jahren begann sie Musik zu machen. Inspiriert wurde sie von Bob Dylan und Larry Norman. Nachdem Jens Zander, ein angehender Tontechniker, ihre ersten Lieder in einem Studio in Ostfriesland aufgenommen hatte, verbreiteten sich diese Tape-Aufnahmen rasch. So hörte auch Albert Frey Sarah Brendels Songs und produzierte mit ihr 1998 die erste EP Higher Hope, mit der Sarah gleich einen Plattenvertrag bekam. Nur wenige Jahre später nahm Sarah in Kansas City, USA, mit Kevin Prosch ihr Album Subrosa auf.
2003 folgte das zweite Album, Under the Fire, produziert von Udo Rinklin. Auch dieses Album erschien in den USA. 2004 gab Sarah Brendel zahlreiche Konzerte, unter anderem mit Daniel Benjamin, und schrieb neue Songs. Sarah Brendel war in dieser Zeit außerdem Mitglied des Projekts Zeichen der Zeit, dem unter anderem auch Xavier Naidoo, Laith Al-Deen und Yvonne Catterfeld angehörten. Sie sang bei dem Hit Du bist nicht allein mit, der in Deutschland über 20 Wochen in den Top 10 der Charts war.

### In den USA
Durch die Kontakte ihres deutschen Labels entstand für Sarah Brendel die Möglichkeit, einen Plattenvertrag bei dem US-amerikanischen Label Inpop Records zu erhalten. Im Sommer 2005 wurde das Album Sarah Brendel, das hauptsächlich Songs vom Album Under the Fire enthielt, in den USA veröffentlicht. Sarah Brendel lebte einige Monate in Nashville, USA, und ging in den USA auf Tournee. Im Winter 2005 kehrte sie nach Deutschland zurück, nahm am 2. Dezember 2005 ihre EP One Day Recordings auf und gab Konzerte in Deutschland und in weiteren Ländern Europas.

### Zurück in Deutschland
2006 trat Sarah das erste Mal seit zwei Jahren in Deutschland wieder mit Band auf. Ihre Lieder waren nicht mehr so pop-orientiert, wie man es vom Album Under the Fire gewohnt war, sondern deutlich vom Independent-Rock mit Folk-Einflüssen geprägt. Sie spielte im Jahr 2006 über 150 Konzerte. 2007 spielten Sarah Brendel und ihre Band neben Konzerten in Deutschland auf Festivals in Dänemark, der Slowakei, den Niederlanden und auf den Färöer-Inseln. Außerdem gründete sie gemeinsam mit ihrem Mann das Plattenlabel Eisenbahn Records. 2008 gab sie ein Konzert auf dem Freakstock-Festival in Gotha und spielte in der Schweiz und in Ungarn. In diesen zwei Jahren spielte sie mehr als 250 Konzerte. Für eine Aufnahmesession im Mai 2007 in Berlin konnte sie Larry Norman, der auf Europatournee war, gewinnen und sang mit ihm zwei Lieder, die auf ihrem neuen Album zu hören sind. Im September 2008 erschien ihr Album Early Morning Hours bei Gerth Medien.

### Leben in der Künstlerkommunität Röhrsdorf
Ende 2008 gründete Sarah mit ihrem Mann und einem befreundeten Ehepaar die Künstlerkommunität Schloss Röhrsdorf mit anliegendem Tonstudio und einem Bandhotel. 2009 wurde sie zum ersten Mal Mutter. 2010 wurde sie in 4 Kategorien mit dem Deutschen Rock & Pop Preis des DRMV ausgezeichnet und spielte Konzerte mit ihrer Band in Deutschland. Außerdem spielte sie Konzerte in Kanada und arbeitete an neuen Songs. 2011 begann sie mit den Aufnahmen für ihr Album Before The Mountains, das sie zusammen mit zwei Freunden in den Castle Studios auf Schloss Röhrsdorf produzierte. 2012 wurde sie zum zweiten Mal Mutter. Zusammen mit der Menschenrechtsorganisation International Justice Mission besuchte sie deren Projekte in Indien. 2013 tourte sie mit ihrer Band in Deutschland und der Schweiz und nahm die EP Winter Essay auf. 2014 spielte Sarah zum ersten Mal Konzerte in Irland und nahm eine weitere EP auf Mixtapes. Sounds From The Garage.
2020 zog sie sich für eine Schreibzeit zurück, um an einem neuen Album zu arbeiten und ging mit ihrer Band auf Preview Tour. 2021 erschien das Album AMONG 10.000, es folgten Konzerte mit ihrer Band. Zudem begleitete Sarah ihre Schwester Rebekka nach Rumänien, um ihre Arbeit von Open Hands für verarmte Familien zu dokumentieren. 2023 schrieb Sarah Brendel ihr erstes Buch Das kleinste ist nicht zu klein – Mein Lebensweg mit Gott & Menschen, das im beim SCM Verlag erschienen ist.

## Soziales Engagement

### International Justice Mission
Sarah Brendel ist außerdem Künstlerbotschafterin der Menschenrechtsorganisation International Justice Mission und tritt auf Benefizkonzerten auf, um auf die Gewalt gegen arme Menschen weltweit aufmerksam zu machen. Zusammen mit anderen Musikern hat sie die CD „Songs for Justice“ aufgenommen.

### Refugeeum e. V.
Im Jahr 2015 gründete sie mit ihrem Mann und Freunden den Refugeeum e.V für Menschen in Not und widmete sich verstärkt der Arbeit mit Geflüchteten.
2017/18 besuchte sie Flüchtlingslager in Griechenland und organisierte mit Bekannten, unter anderem auch Samuel Koch und Marco Michalzik einen Benefizabend für Menschen aus Afrin.
2019 begann die Arbeit des Refugeeums mit Hilfsprojekten vor Ort in Syrien. Es entstand ein Kindergarten mitten im Krieg und eine Schule für Binnenflüchtlinge.

### Gefängniskonzerte
Immer wieder spielt Sarah auch Gefängniskonzerte, so war Sarah unter anderem auch mehrmals in der JVA Willich und JVA Geldern.
In Begleitung von „fill the gap international“ sang und spielte 2022 sie ihre Lieder in Uganda in 9 Gefängnissen, auch im größten Gefängnis Ugandas, dem Upper Prison.

## Auszeichnungen
- 2009: David Award für Early Morning Hours als bestes Album
- 2010: Deutscher Rock & Pop-Preis: Beste Popsängerin (1. Preis)
- 2010: Deutscher Rock & Pop-Preis: Bester Song 2010, englischsprachig (1. Preis)
- 2010: Deutscher Rock & Pop-Preis: Bester Deutscher Country (2. Preis)
- 2010: Deutscher Rock & Pop-Preis: Beste Folkrockband (3. Preis)

## Besondere Konzerte und Auftritte
- 2005 Brendel spielte auf dem Weltjugendtag in Köln.
- Im Mai 2006 trat Sarah Brendel mit Rebecca St. James auf den Färöern auf. Dieses Konzert war dort eines der größten Konzerte der letzten 10 Jahre, außerdem eröffnete sie für The Rasmus bei einem großen Färöer-Festival.
- Anfang Oktober 2007 trat sie in Los Angeles bei dem größten Fernsehgottesdienst der Welt auf.
- Im März 2009 spielten Sarah und ihre Band eine Gefängnistour.

## Diskografie

### Alben
- 2001: Subrosa (Pila Music)
- 2003: Under the Fire (ZYX)
- 2005: Sarah Brendel (Inpop) [nur in den USA, Skandinavien, in den Niederlanden und im Vereinigten Königreich erhältlich]
- 2008: Early Morninghours (Gerth Medien)
- 2011: Before The Mountains (Eisenbahn Records)
- 2014: Songs for Justice
- 2021: Among 10.000

### EPs
- 1998: Higher Hope (Pila Music)
- 2005: One Day Recordings (Gerth Medien)
- 2013: Winter Essay EP
- 2016: Mixtapes, Sounds From The Garage EP

### Singles
- 2002: Be with You (ZYX) [wurde auch auf RTL als Untermalung der Werbung zum Christival 2002 gesendet]
- 2003: Take My Heart (ZYX) (im Soundtrack zum Film The Poet mit Jürgen Prochnow)
- 2005: Fire (Inpop, USA Radio-Single)